# Europees museum
Het Europees museum of Europamuseum (Engels: European Museum, Duits: Europäisches Museum, Frans: Musée européen Schengen) is een Luxemburgs museum in Schengen.

## Geschiedenis
In 1985 werd in Schengen het eerste Verdrag van Schengen getekend, waarbij door de ondertekende landen werd besloten de gemeenschappelijke grenzen af te schaffen. Twintig jaar later werd in Schengen een informatiecentrum rond het verdrag opgezet. Oud-gemeenteraadslid Roger Weber nam het initiatief om een museum in te richten, dat in 2015 werd geopend. Het Centre européen, waarin het Europees museum werd gevestigd, is ontworpen door de Luxemburgse architect François Valentiny en staat net onder het kasteel van Schengen aan de oever van de Moezel. Het museum wordt beheerd door de vereniging Centre Européen Schengen asbl, die ook het toeristenbureau en het informatiecentrum 'Europe Direct' beheert. In het jaar van opening, tevens het 30-jarige jubileum van het Verdrag, zette Post Luxembourg het museum op een postzegel.

## Collectie
Het museum heeft een permanente tentoonstelling rond het Schengenakkoord, beginnend bij het Verdrag van Rome (1957), waarin de eerste stappen werden gezet tot vrij verkeer binnen Europa.
Op het terrein van het museum staan de Pillars of Nations, drie zuilen met daarop sterren die de deelnemende landen symboliseren, het monument voor het Schengenakkoord, twee stukken van de Berlijnse Muur en beeldhouwwerken van onder anderen Jean Bichel.